# Стрілецька зброя

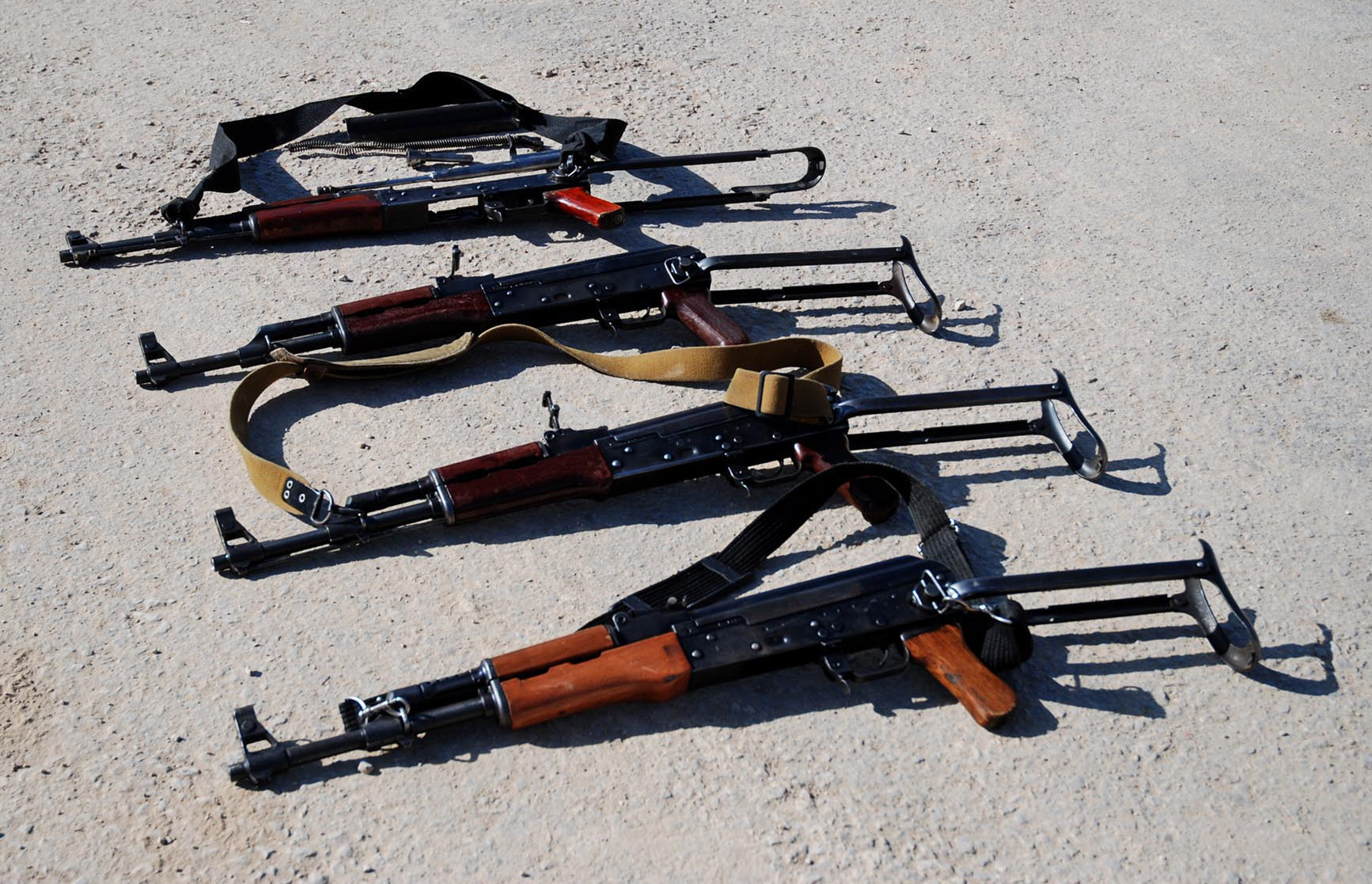
Автомат Калашникова

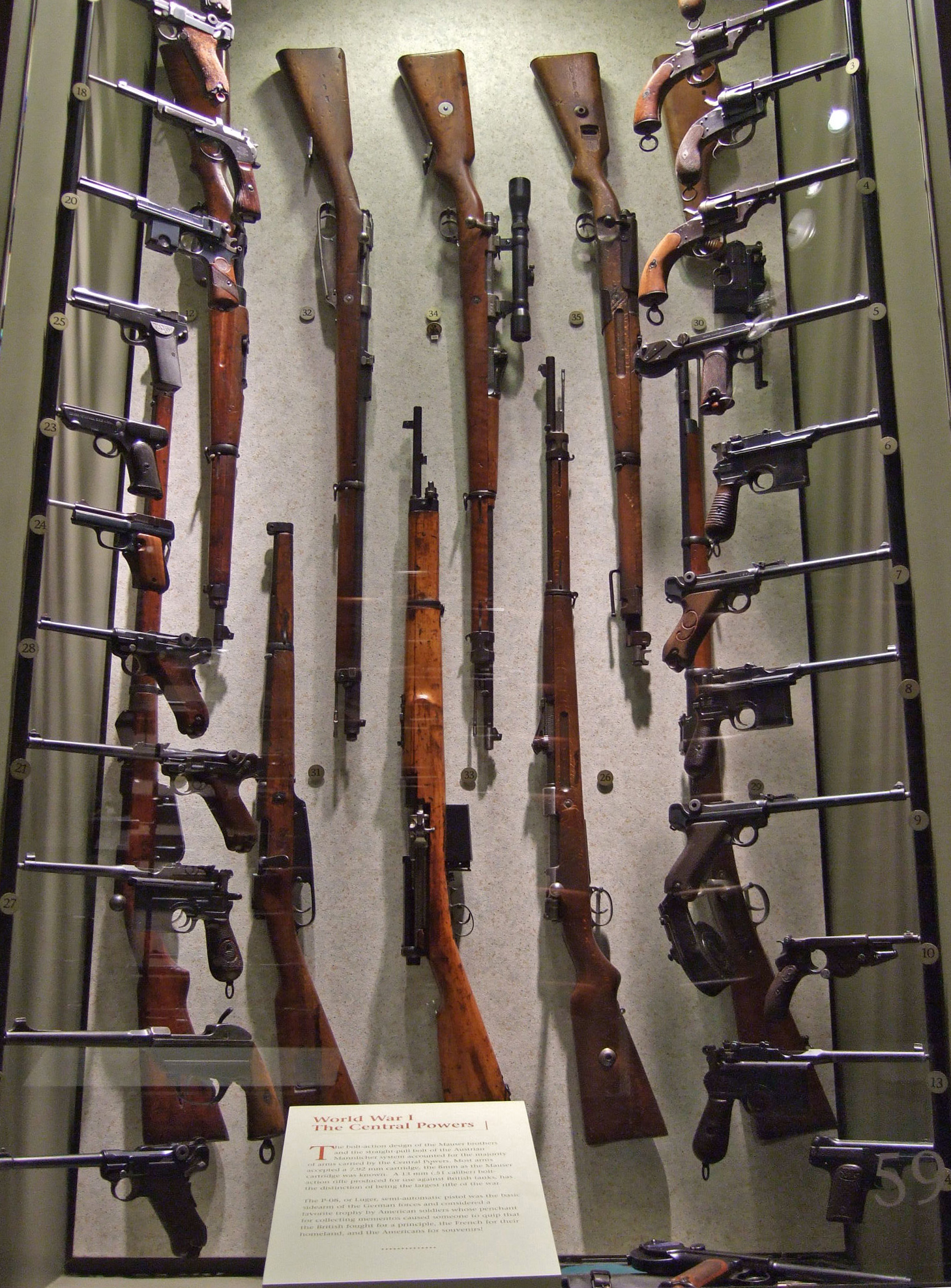
Німецькі гвинтівки та пістолети часів Першої світової війни

Стріле́цька збро́я — ствольна зброя для стрільби кулями та іншими видами патронів, наймасовіша з усіх видів сучасної зброї. Залежно від джерела енергії для метання набою розрізняють вогнепальну, пневматичну, механічну та електричну стрілецьку зброю.

## Снаряди для вогнепальної зброї
Снарядами вогнепальної зброї зазвичай є металеві предмети.
Залежно від калібру зброї снаряди поділяють на:
- каліберного типу — кулі;
- підкаліберного типу — снаряд, поміщений у м'який контейнер, який відділяється після проходження каналу ствола, наприклад, шріт, картеч або кулі меншого діаметру, ніж канал ствола.

За способом дії снаряди поділяють на:
- оболонкові — ті, які мають мідну,  мельхіорову, томпакову, чи біметалічну оболонку, яка містить в собі інші компоненти снаряду;
- безоболонкові — з м'якого металу (свинець, свинцеві сплави, рідше олово, тощо)

За способом впливу на ціль снаряди поділяють на:
- звичайні — утворюють при ударі рівний рановий канал (див. Вогнепальна рана);
- експансивні — розкриваються, або руйнуються при ударі в перепону з метою максимальної передачі тканинам кінетичної енергії та досягнення максимального ефекту зупинки.
- спеціальні — призначені для виконання спеціальних завдань: бронебійні, трасувальні, запальні, пристрілкові та їх комбінації;
- травматичні — з малою проникною дією, не призначені для заподіяння смерті. Виготовляються з еластичних матеріалів з порівняно малою питомою вагою.

## Конструкція
Основними конструктивними елементами вогнепальної зброї є ствол (дуло), затворний механізм та механізм для здійснення пострілу.
Ствол призначений для надання кулі напрямленого руху. Внутрішня частина ствола називається каналом ствола. Торець ствола, найближчий до патронника, називається казенним зрізом, протилежний торець — дульним зрізом. За конструкцією стволи поділяються на гладкоствольні та нарізні.
Канал ствола нарізної зброї має, як правило, три основних частини: патронник, кульовий вхід, нарізну частину.
Патронник призначений для розміщення та фіксації набою. Його форма та розміри визначаються формою та розмірами гільзи набою. Здебільшого форма патронника являє собою три-чотири з'єднаних конуси: в патронниках під гвинтівковий та проміжний набій — чотири конуси, а під набій з циліндричною гільзою — один.
Затворний механізм — пристрій, що закриває канал ствола з боку казенного зрізу. У дульнозарядній зброї роль затворного механізму грає заглушка казенної частини ствола. У мисливських рушниць зі зламними стволами казенний зріз ствола замикається щитком ствольної коробки. В револьверах у ролі затворного механізму виступає задня стінка рамки або «казенник». У більшості сучасної вогнепальної зброї замикання каналу ствола забезпечується затвором.
Механізми для здійснення пострілу ініціюють займання порохового заряду. Деякі їх види:
- механізм термічної дії (ґнотовий замок)
- колісцевий замок
- ударно-спусковий механізм

Перші зразки стрілецької зброї з'явилися у XIV ст. Основні етапи подальшого розвитку: розробка та розповсюдження ґнотового (XV ст) та кременевого (кінець XV ст) замку, капсульного замку (початок XIX ст), нарізної зброї (середина XIX ст), унітарного набою з металевою гільзою та казеннозарядної зброї (друга половина XIX ст), магазинної зброї (кінець XIX ст). Подальше вдосконалення стрілецької зброї пішло шляхом створення автоматичної зброї (кінець XIX — початок XX стт). Така зброя почала розповсюджуватися вже під час Першої світової війни та стала основною стрілецькою зброєю Другої світової війни.

## Легальний статус

### Україна
Порядок виготовлення, придбання, зберігання, обліку, перевезення та використання вогнепальної зброї в Україні регулюється наказом МВС № 622 від 21 серпня 1998 року. Згідно з наказом, до мисливської вогнепальної зброї належать: мисливські гвинтівки, карабіни та штуцери, гладкоствольні рушниці, гладкоствольні рушниці із свердловиною «парадокс» з нарізами 100—140 мм на початку або в кінці ствола, мисливські рушниці зі свердловиною «сюпра», комбіновані рушниці, що мають поряд з гладкими і нарізні стволи. При цьому, мисливська зброя повинна відповідати таким вимогам:
- для стрільби зі зброї використовуються мисливські набої відповідного калібру;
- загальна довжина з розкладеним та зафіксованим прикладом має становити не менше 800 мм;
- місткість магазина (барабана) (з установленим обмежувачем за наявності) нарізної зброї не має перевищувати 10 набоїв, а гладкоствольної — 4 набоїв;
- мати запобіжник;
- довжина ствола мисливської зброї повинна відповідати вимогам ГСТУ 78-41-002-97.

Правом придбання мисливської гладкоствольної зброї та основних частин до неї користуються громадяни України, які досягли 21-річного віку, нарізної — 25-річного. Кількість зброї, яку може мати громадянин України, не обмежена, однак власник зброї повинен забезпечити її безумовну схоронність.